# Toxopsiella alpina
Toxopsiella alpina är en spindelart som beskrevs av Forster 1964. Toxopsiella alpina ingår i släktet Toxopsiella och familjen Cycloctenidae. Inga underarter finns listade i Catalogue of Life.